# 7578 Georgböhm
(7578) Georgböhm, denumire internațională (7578) Georgbohm, este un asteroid din centura principală de asteroizi.

## Descriere
7578 Georgböhm este un asteroid din centura principală de asteroizi. A fost descoperit pe 22 septembrie 1990 la Observatorul La Silla de Eric Walter Elst. Asteroidul prezintă o orbită caracterizată de o semiaxă mare de 2,79 ua, o excentricitate de 0,08 și o înclinație de 3,3° în raport cu ecliptica.